# 루이 드 퓌네스

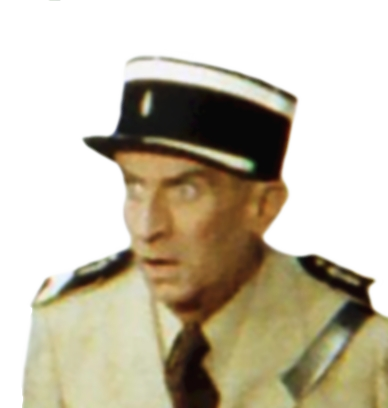
루이 드 퓌네스

루이 드 퓌네스(Louis Germain David de Funès de Galarza, 1914년 7월 31일 ~ 1983년 1월 27일)는 부르빌, 페르낭델과 더불어 프랑스 코미디의 거인 가운데 한 명인 매우 유명한 프랑스 배우이다. 그는 다양한 표정, 매력적인 성미 급한 모습을 보여주며 매우 에너지 넘치는 연기를 했다.

## 배우 활동
- 《독》 (1951)
- 양배추 수프 (1981년, 각본으로도 활동)
- 수전노 (1980년)
- 맛있게 드십시오 (1976년)
- 우리 아빠는 해결사 (1973년)
- 과대 망상 (1971년)
- 라파니에서 파나마로 (1968년)
- 명화 도난 소동 (1968년)
- 파리 대탈출 (1966년)
- 팡토마스 (1966년)
- 은행을 폭파시켜라 (1963년)
- 보이지도 알려지지도 않은 (1957년)
- 파리 횡단 (1956년)